# Develi, Saruhanlı
Develi là một xã thuộc huyện Saruhanlı, tỉnh Manisa, Thổ Nhĩ Kỳ. Dân số thời điểm năm 2011 là 690 người.